# Зайченко Олександр Михайлович
Олекса́ндр Миха́йлович За́йченко (3 жовтня 1975 — 4 лютого 2015) — солдат Збройних сил України.

## Життєвий шлях
Мобілізований в серпні 2014-го, стрілець-помічник гранатометника, 79-та окрема аеромобільна бригада, батальйон «Фенікс».
4 лютого 2015-го загинув під час проведення пошуково-ударних дій, потрапивши у засідку терористів біля села Широкине.
Без Олександра лишилися дружина, двоє дітей, сестра.
Похований в місті Київ.

## Нагороди
За особисту мужність і героїзм, виявлені у захисті державного суверенітету та територіальної цілісності України, вірність військовій присязі під час російсько-української війни, відзначений — нагороджений
- орденом «За мужність» III ступеня (посмертно)